# أليزا بيجن
إليزا بيغن (بالعبرية: עליזה בגין؛ وُلدت باسم إليزا أرنولد في 25 مارس 1920 – وتوفيت في 13 نوفمبر 1982) كانت زوجة رئيس وزراء إسرائيل مناحم بيغن.

## حياتها
وُلدت إليزا في 25 مارس 1920 لعائلة أرنولد الثرية في دروهوبيتش، بولندا (حالياً في أوكرانيا). كان والدها شريكاً في آبار النفط في غاليسيا. بدأت دراسة اللغة العبرية في سن السابعة، ومنذ سن الرابعة عشرة كانت ناشطة في حركة بيتار، وتخرجت من المدرسة الثانوية عام 1938.

## زواجها
وفي 29 مايو 1939، تزوجت مناحيم بيغن، والذي كانت قد التقت به للمرة الأولى في سن السابعة عشر في منزل والدها، والذي كان راعيا ماليا لحركة الصهيونية التصحيحية. وتزوجا في مدينة دروغوبيتش، أثناء دراسة مناحيم بيغن القانون في مدينة مجاورة. وحضر حفل الزفاف المئات من أعضاء منظمة بيتار الصهيونية، وأبرزهم كان زئيف جابوتينسكي.

## الفترة ما بين زواجها وتأسيس دولة إسرائيل
بعد ثلاثة أشهر من الزواج، قامت جيوش هتلر النازية بغزو بولندا وفر الزوجان الشابان من وارسو. وبعد مسيرة استمرت لمدة أسبوعين، وصلوا إلى فيلنيوس العاصمة الحرة لليتوانيا. وفي صيف عام 1940 دخل الجيش السوفيتي إلى فيلنيوس واعتقل مناحم بيجن بتهمة «النشاط الصهيوني». وبعد اعتقال زوجها، هاجرت إلى فلسطين، وكانت رحلة مليئة المصاعب حيث اعتقلت في تركيا وأفرج عنها بعد تدخل إلياهو إيلات. ولدى وصولها إلى فلسطين، اعتقلتها سلطات الانتداب البريطاني وسُجنت لعدة أسابيع في معتقل عتليت. وبعد إطلاق سراحها، التحقت بالجامعة العبرية في القدس، لدراسة علم الآثار. 
وفي مايو 1942، انضم زوجها إلى الجيش البولندي وتمركز في فلسطين تحت الانتداب البريطاني. وبسبب أنشطة زوجها مناحيم بيغن السرية في منظمة إرجون المسلحة، كانت أليزا بيجن تتنقل بين عدة أماكن للتخفي، وكانت تغير اسمها من وقت لآخر. ففي البداية عاشت في حي حاسيدوف بالقرب من مدينة بتاح تكفا تحت اسم هالبرين. ثم عاشت في شارع يوشع بن نون تحت اسم ساسوفر.  وقد سُجِّلت بهذا الاسم في المستشفى عندما ولدت ابنتها الأولى هاسيا.

## زوجة رئيس وزراء إسرائيل
وعندما فاز مناحيم بيجن برئاسة الوزراء في عام 1977، دعاها إلى المنصة، واقتبس آية من سفر إرميا، قائلاً أمامها علانية: «قد ذكرت لك غيرة صباك محبة خطبتك ذهابك ورائي في البرية في ارض غير مزروعة». في إشارة إلى الفترة الصعبة التي مر بها عندما قاتل في الجيش البولندي وفي المقاومة السرية ضد الانتداب البريطاني 
وبعد أسابيع من انتخاب زوجها رئيسًا لوزراء إسرائيل، انتقلت أليزا وزوجها إلى بيت أغيون. ولم يكن الانتقال إلى القدس سهلاً على أليزا التي عانت من مرض الانسداد الرئوي المزمن على مر السنين. ولم تكن أليزا بيجن حريصة على التعبير عن آرائها السياسية، أو خوض أي مناقشات سياسية. وقد قال بعض الأشخاص الذين عملوا عن قرب مع مناحيم بيغن، ومنهم سكرتير مجلس الوزراء أرييه ناؤور ومستشار الاتصالات دان باتير، إنهم لم يسمعوا أبدًا أليزا تعرب في حضورهم عن آرائها في الأمور السياسية أو الدبلوماسية أو تعبر عن عدم موافقتها على سياسات زوجها.
وقد شاركت أليزا بيجن في أنشطة تطوعية واسعة النطاق لخدمة الفئات المحرومة في المجتمع. وكانت معروفة بتواضعها واستخدمت نفوذها وعلاقاتها كزوجة رئيس الوزراء في أنشطتها. فعلى سبيل المثال، ساهمت في إنشاء نزل ومدارس للأشخاص ذوي الإعاقة وذوي الاحتياجات الخاصة وجمعت التبرعات لمجموعة متنوعة من المنظمات العاملة في هذا المجال. وقامت مع زوجها مناحم بيجن بالتبرع بالقيمة المالية لجائزة نوبل للسلام، التي تقاسمها زوجها مع الرئيس المصري أنور السادات، إلى صندوق تم إنشاؤه لدعم الأطفال والطلاب المحتاجين. 

## وفاتها

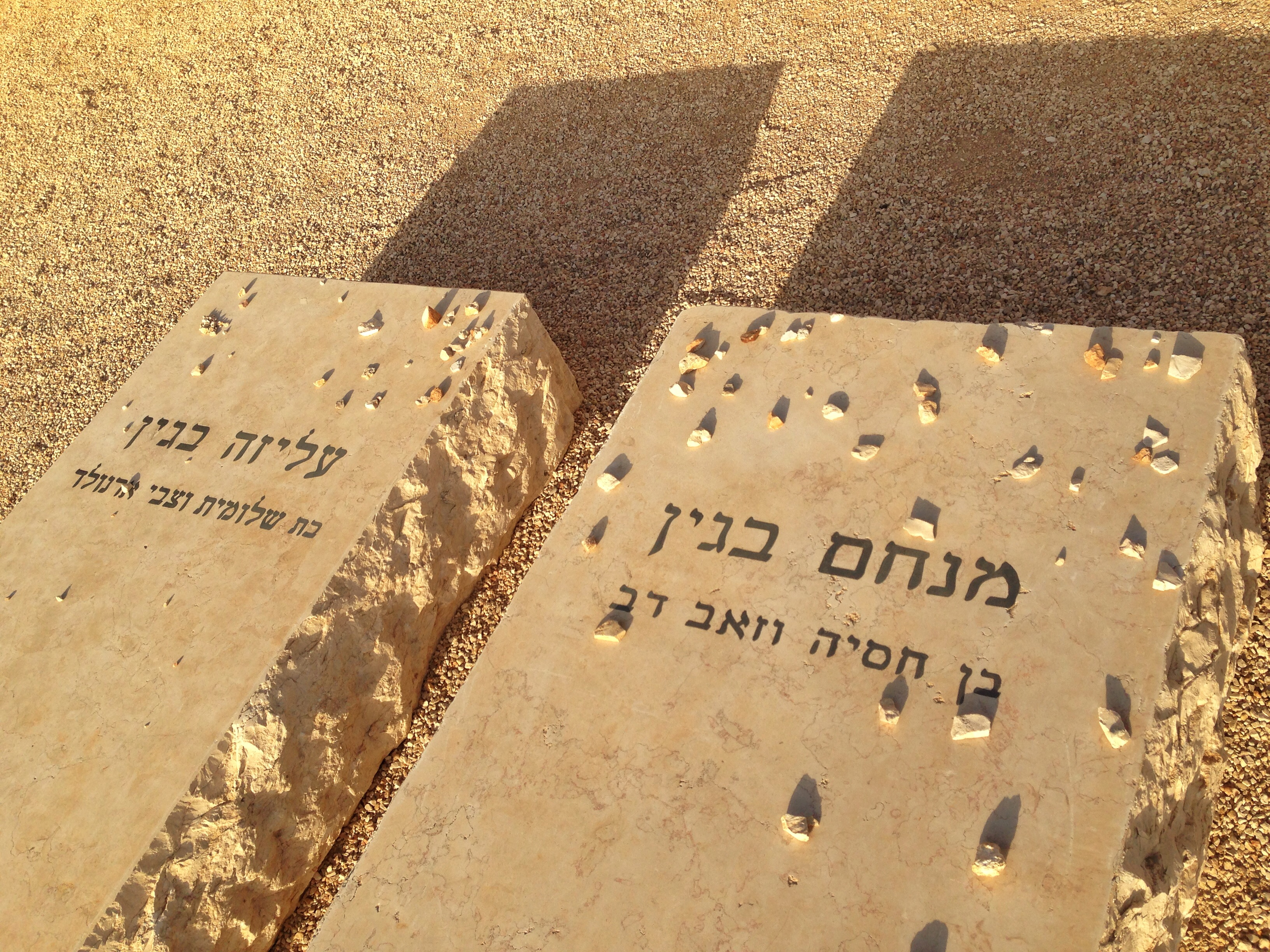
قبرا مناحم بيجن وزجته أليزا على جبل الزيتون

عانت أليزا بيجن طوال حياتها من مرض رئوي حاد هو مرض انتفاخ الرئة. وفي عام 1982، تدهورت حالتها. وتم إدخالها إلى المستشفى عدة مرات، وكانت بحاجة إلى جهاز التنفس الصناعي في الكثير من الأحوال. وأرسل الملياردير أرماند هامر، أحد المؤيدين لزوجها، خبيرين مشهورين دوليًا لفحصها، وقد أفادها العلاج لفترة من الوقت.
وتوفيت أليزا بيجن في 13 نوفمبر 1982، أثناء زيارة زوجها للولايات المتحدة، ودُفنت على جبل الزيتون بالقرب من قبر أولي هاغاردوم. وعاني مناحم بعد وفاتها من أزمة نفسية بسبب افتقادها لوجودها. وعندما توفي دفن بجانبها عام 1992.

## حياتها الشخصية
أنجبت أليزا ومناحيم بيغن ابنتان، هاسيا وليا، وابن هو زئيف بنيامين، الذي كان عضوا في الكنيست الإسرائيلي ووزيرا.
وحافظت أليزا بيغن على حياتها الشخصية من تدخل الإعلام، لذلك امتنعت عن إجراء مقابلات معها من قبل وسائل الإعلام. وكانت تستخدم في التنقل المواصلات العامة، ولم تستخدم أبداً أي سيارات حكومية رسمية المخصصة لزوجها ولها كزوجة لرئيس الوزراء.
وكانت أليزا حريصة على تجنب استخدام أي أموال حكومية على حياتها الشخصية لها ولزوجها وعائتلها. فعندما وصلت مع زوجها مناحيم بيغن في أول زيارة رسمية لها إلى الولايات المتحدة، بعد انتخابه رئيساً للوزراء، رفضت السماح للسفارة الإسرائيلية بتمويل شراء قمصان لزوجها، بدعوى: «بأي حال من الأحوال. لن يمول دافع الضرائب قمصان زوجي».